# 四川省川剧院
四川省川剧院是中华人民共和国的川剧艺术表演专业团体，一级剧院。位于四川省成都市状元街。

## 历史
1960年，四川省实验川剧团成立。1978年改为现名。